# Graveson (ruisseau)
Pour l’article homonyme, voir Graveson.
Le Gravezon est un cours d'eau de France dans le département de l'Hérault, en ancienne région Languedoc-Roussillon donc en nouvelle région Occitanie, affluent gauche du fleuve l'Orb.

## Géographie

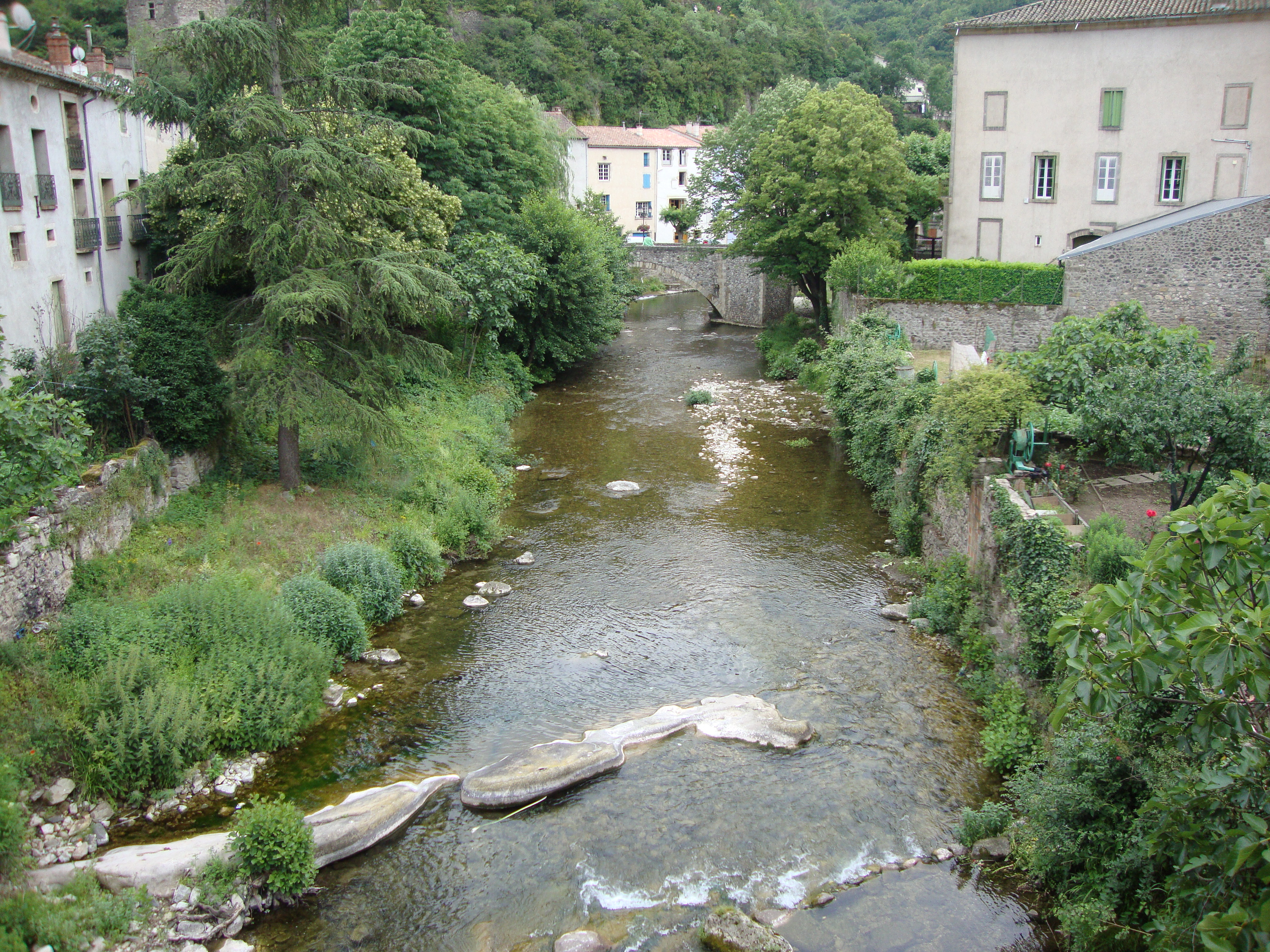
Le Gravezon avec un pont à Lunas.

Le Graveson prend sa source à 725 m d'altitude, près du Col Rouge, sur le plateau de l'Escandorgue, sur la commune de Joncels dans l'Hérault.
Long de 12,9 kilomètres, il traverse ensuite Lunas et se jette dans l'Orb, en rive gauche, en amont du Bousquet-d'Orb, à 247 m d'altitude. Il coule globalement du nord-est vers le sud-est.

### Communes et cantons traversés
Dans le seul département de l'Hérault, le Graveson traverse les trois communes, de l'amont vers l'aval, de Joncels (source), Lunas, Le Bousquet-d'Orb (confluence).
Soit en termes de cantons, le Graveson prend source et conflue dans le même canton de Clermont-l'Hérault, dans l'arrondissement de Lodève.

### Bassin versant
Le Graveson traverse une seule zone hydrologique « L'Orb du Graveson inclus à la Mare » (Y251) de 382 km2. Le bassin versant du Graveson est donné pour 54 km2.
Les bassins versants voisins sont la Lergue à l'est et l'Orb à l'ouest et au nord, le Vernoubrel au sud.

### Organisme gestionnaire
L'organisme gestionnaire est le syndicat mixte des Vallées de l'Or et du Libron. Le SAGE des bassins versants de l'Or et du Libron, « élaboré depuis 2009, est soumis à enquête publique à partir du 30 octobre 2017 ».

## Affluents

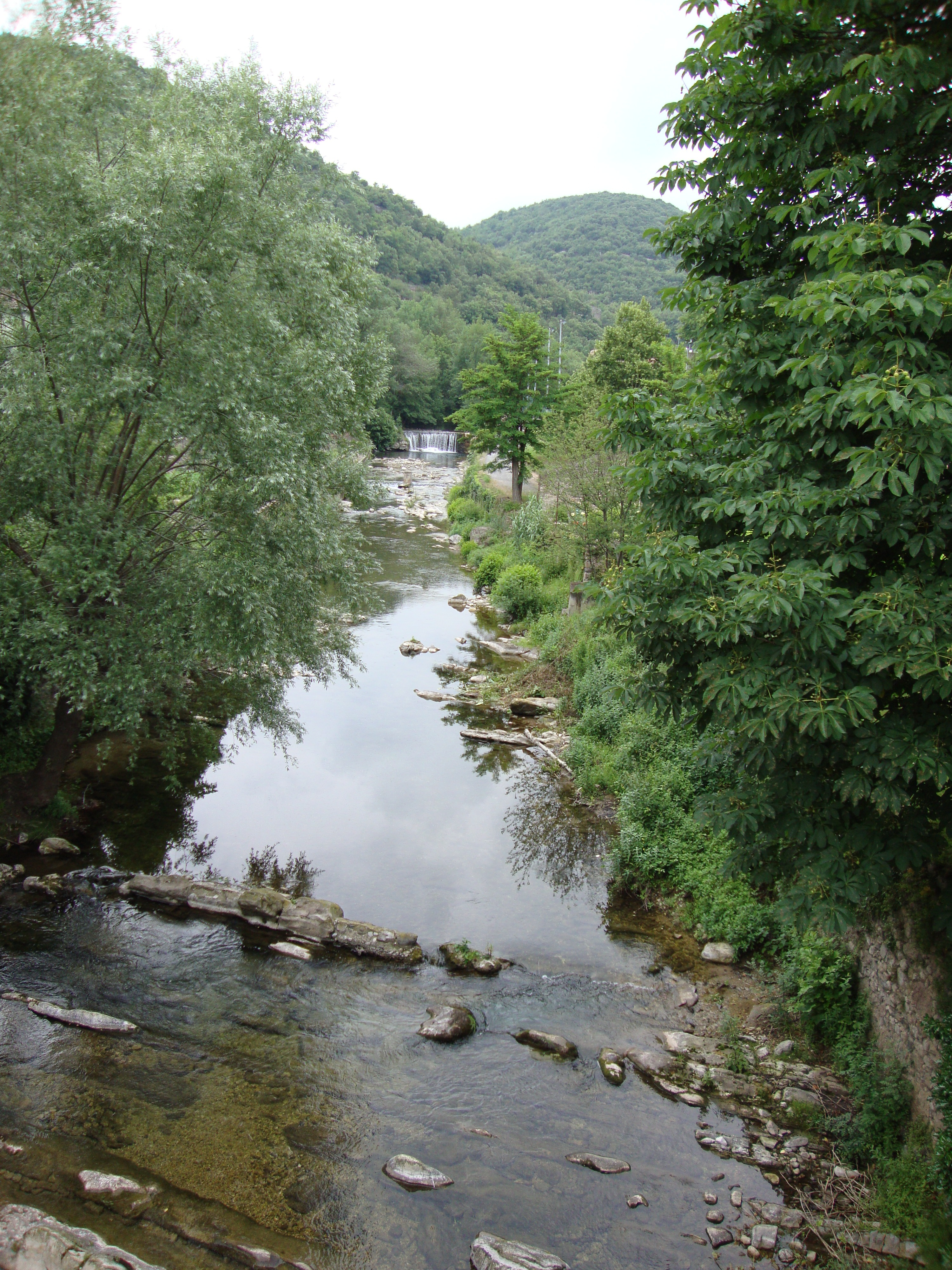
Le Gravezon à Lunas.

Le Graveson a sept affluents référencés :
- le ruisseau de Sauclet ou ruisseau de l'Usclade (rd[note 1]), 2,1 km sur la seule commune de Joncels.
- le Ruisseau de Cabalas (rg), 1,6 km sur la seule commune de Joncels.
- le Ruisseau de Mélac (rg), 4,9 km sur la seule commune de Joncels.
- le ruisseau de Sourlan (rg), 6,5 km sur les deux communes de Joncels et Lunas avec un affluent :
  - le ruisseau du Saut de l'Egue (rg), 0,8 km sur les deux communes de Joncels et Lunas.
- le ruisseau de Veyrières (rg), 5,1 km sur la seule commune de Lunas avec deux affluents :
  - le ruisseau de Frégère (rg), 1,1 km sur la seule commune de Lunas.
  - le ruisseau de Vasplongues ou ruisseau de Sot Mainet (rg), 6,1 km sur les deux communes de Lunas et Les Plans.
- le ruisseau de Nize (rg), 5,9 km sur la seule commune de Lunas avec deux affluents :
  - le ruisseau de Serres (rg), 2,1 km sur la seule commune de Lunas.
  - le ruisseau de Gours (rg), 3,7 km sur la seule commune de Lunas.
- le ruisseau de Saint-Georges (rg) 4 km sur les deux communes de Lunas et Dio-et-Valquières avec deux affluents :
  - le ruisseau de Barbès (rd), 1,4 km sur la seule commune de Dio-et-Valquières
  - le ruisseau des Vayssières (rd), 3,7 km sur les deux communes de Lunas et Dio-et-Valquières

### Rang de Strahler
Donc le rang de Strahler du Graveson est de trois.

## Hydrologie

### Le Graveson au Bousquet-d'Orb
Le module du Graveson a été calculé à 1,5 m3/s par le SAGE,

## Aménagements et écologie
La voie ferrée Millau-Béziers emprunte la vallée du Graveson.

### Lieux-dits ou écarts
Le long du cours d'eau on rencontre les lieux-dits ou écarts suivants du Moulin de la Rusque, la base de loisirs entre Lunas et le Bousquet-d'Orb ainsi que le Barrage, le Centre de Secours et le Moulin.